# Juan Francisco Garrido
Juan Francisco Garrido Romera, más conocido como Juanfra Garrido, ( Linares, Jaén, 24 de mayo de 1961 - 20 de septiembre de 1993) fue un jugador de baloncesto español. Con 2.01 de estatura, su puesto natural en la cancha era el de pívot. 

## Trayectoria
- Club Baloncesto Estudiantes
- Atlético de Madrid
- Breogán Lugo (1984–1987)
- Caja San Fernando (1989–1990)
- Tenerife N.º 1
- Torrejón de Ardoz
- Linares[1]

## Homenajes
- En su Linares natal tiene dedicada una plaza, donde se encuentra el Polideportivo San José.[2]
- Antes de su fallecimiento los tres equipos donde mayor huella dejó organizaron partidos para homenajearle:

24/08/93 en Linares. Partido entre CB Sevilla y CB Estudiantes.
07/09/93 en Lugo. Partido entre CB Breogán y CB Estudiantes.